# Napoleone Bonaparte (film)
Napoleone Bonaparte (Napoléon) è un film storico del 1955 diretto da Sacha Guitry.

## Produzione
Napoleone è interpretato da due attori diversi, Daniel Gélin per il giovane Bonaparte mentre Raymond Pellegrin per Napoleone in età matura; il cambio d'attore ha luogo durante una scena dal barbiere. Il regista/attore Guitry interpreta nel film il ruolo di Talleyrand, controverso diplomatico e Primo ministro di Francia, che narra la storia di Napoleone come se avesse appena appreso la notizia della sua morte sull'isola di Sant'Elena nel 1821. Guitry aveva già interpretato Talleyrand in precedenza, nel film del 1948 Il diavolo zoppo. La pellicola è costellata di cammei da parte di attori famosi, come Erich von Stroheim nel ruolo di Ludwig van Beethoven, e Orson Welles come Sir Hudson Lowe.